# Osiedle Mickiewicza (Sopot)

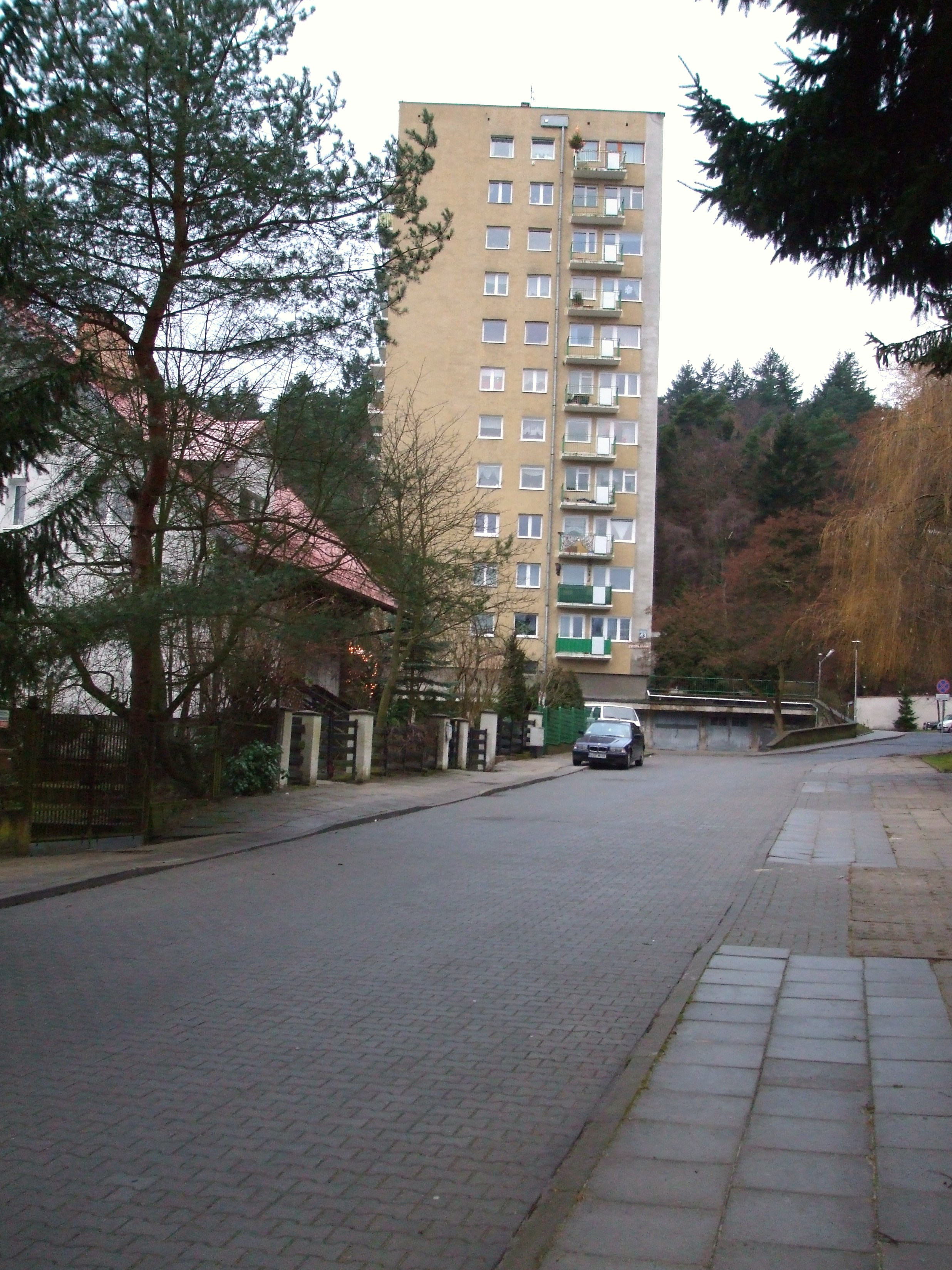
Osiedle Mickiewicza

Osiedle Mickiewicza – przyleśne osiedle w historycznej Dolinie Siedlisko (niem. Sidlitztal) Górnego Sopotu, graniczące od zachodu, południa i północy z Trójmiejskim Parkiem Krajobrazowym w kompleksie leśnym Lasów Sopockich.
Dominującą zabudową osiedla jest charakterystyczna zabudowa późnych lat 60. i 70. Połączenie z centrum miasta  zapewniają autobusy komunikacji miejskiej (linie nr 144 i 244). W bezpośrednim sąsiedztwie osiedla znajduje się parafia św. Bernarda i Sopocki Klub Lekkoatletyczny oraz jedyny sopocki wyciąg narciarski na tzw. „Łysą Górę”. Na skraju osiedla i na początku dolinki Wilczy Parów znajduje się duży głaz narzutowy, będący w rzeczywistości kamieniem nagrobnym (o obwodzie dochodzącym do 4,5 m), nazywany diabelskim kamieniem. W bliskim sąsiedztwie osiedla znajdują się zalesione wzgórza „Królowej Marysieńki”, „Olimpijskie”, „Orle” i „Ośle”. Północną krawędzią osiedla prowadzi turystyczny Szlak Wzgórz Szymbarskich.